# Tamar (Hong Kong)
Pour les articles homonymes, voir Tamar.

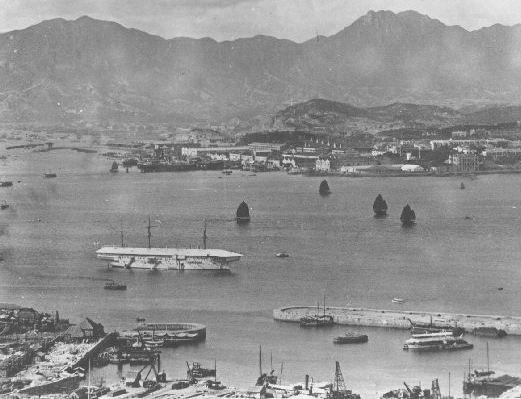
Le HMS Tamar (navire blanc) ancré au large du chantier naval en 1905.

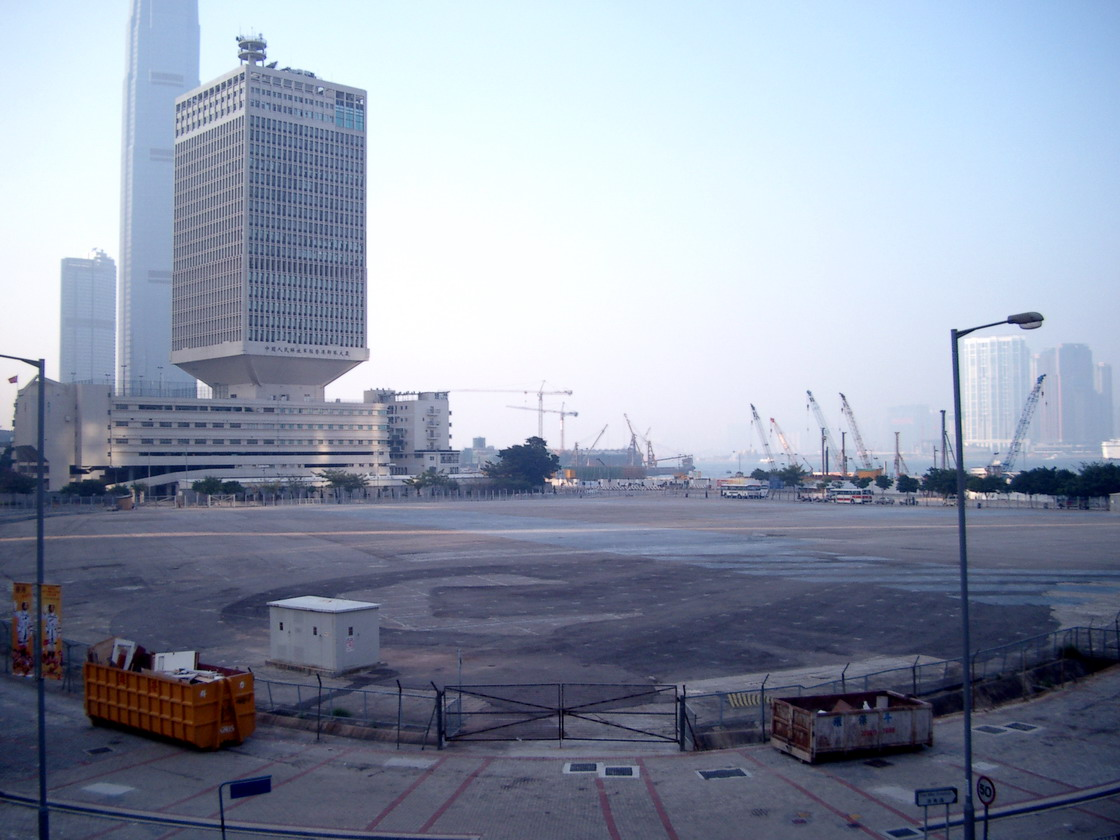
Le site de Tamar en 2005 avec le siège de l'Armée populaire de libération en arrière-plan.

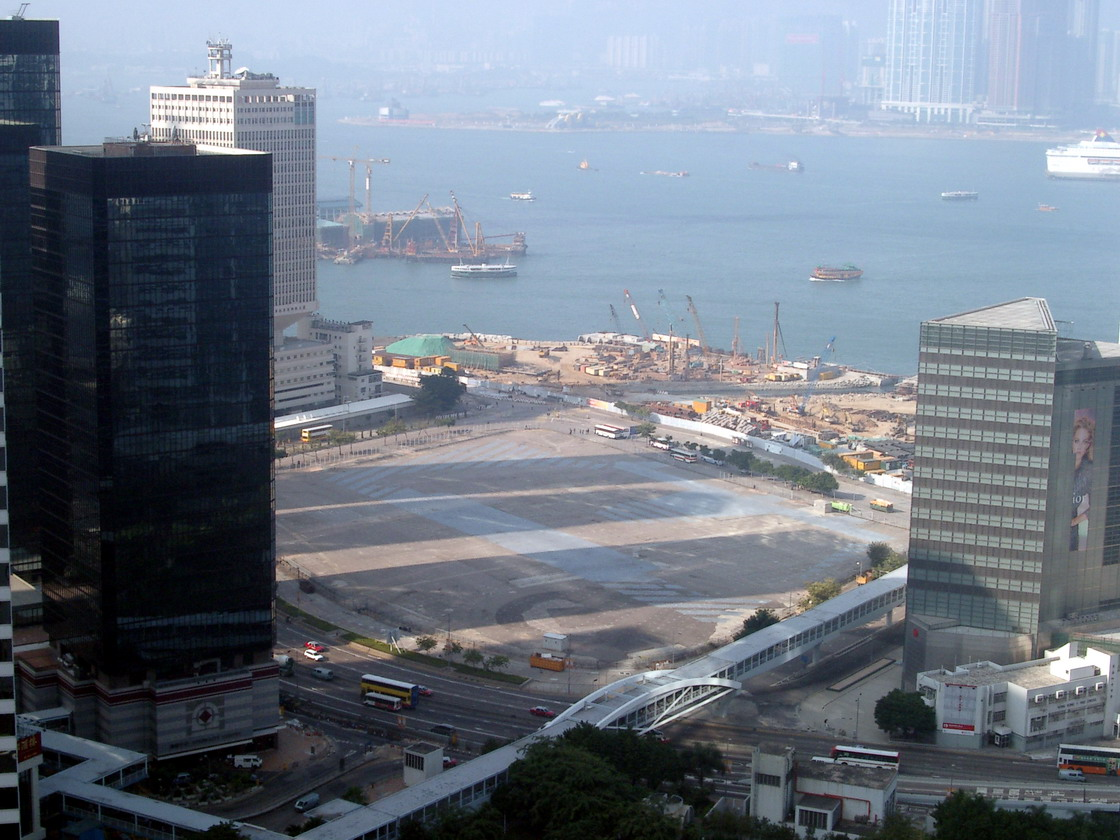
Panorama du site de Tamar en 2005.

Tamar (添馬) est une zone urbaine de Hong Kong qui constitue le centre administratif de la ville. Située dans le quartier d'Admiralty (en), elle accueille les sièges du conseil législatif et du gouvernement central. Adjacente au cœur financier de l'île de Central, l'expression « Tamar » est souvent utilisée comme métonymie pour désigner le gouvernement de Hong Kong.
À l'est, elle est reliée aux installations culturelles et de congrès, notamment au centre de congrès et d'expositions de Hong Kong, au sud, aux pôles financiers, commerciaux et touristiques, et au sud-ouest, à Garden Road (en), un axe routier majeur de l'île de Hong Kong.
Avant son urbanisation, elle était le secteur vacant le plus cher de Hong Kong, avec une valeur de 24,3 milliards $ sur le marché (9 000 $/pied carré). La zone a ainsi attiré des projets divers, notamment celui du nouveau siège du gouvernement, des bureaux ou des boutiques très rentables et un espace vert ouvert sur le front de mer.

## Histoire
Le HMS Tamar (en) est un navire britannique arrivé à Hong Kong en 1897 et resté sur le territoire jusqu'à l'occupation japonaise de Hong Kong durant la Seconde guerre mondiale. Conformément aux réglementations navales britanniques, selon lesquelles seul le personnel naval affecté à un navire est soumis à la discipline navale, le HMS Tamar devint le navire de dépôt nominal de la garnison navale britannique et donna son nom à la station côtière HMS Tamar. La garnison britannique, avant la rétrocession de Hong Kong à la Chine, était stationnée au bâtiment Prince of Wales, au sein de la base, qui fait partie du site.

## Utilisations passées

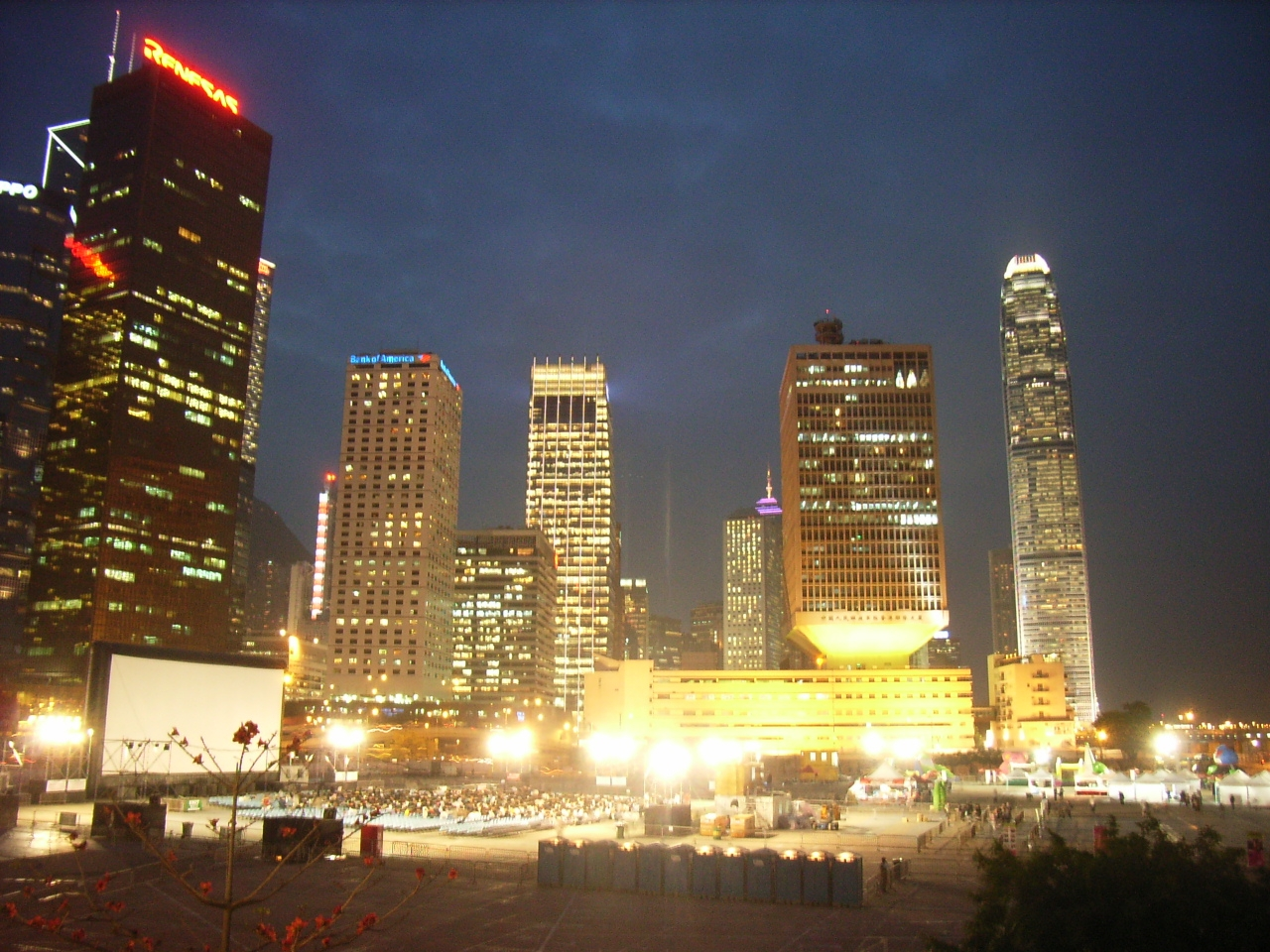
Un évènement du Festival international du film de Hong Kong en 2006 sur le site de Tamar.

Un certain nombre de manifestations à grande échelle, notamment des expositions et des représentations musicales ou théâtrales, ont déjà été organisées sur le site de Tamar. Quelques exemples sont Saltimbanco du Cirque Du Soleil, l'exposition annuelle des produits de Hong Kong, le Festival international du film de Hong Kong et le malheureux Harbour Fest (en). L'ensemble du site a accueilli une fête foraine en 2005 et 2006.

### Salle de concert
Le site Tamar a été la cible de vives critiques de la part du public pour son piètre bilan d'événements musicaux. En 2003, le gouvernement de Hong Kong prévoit d'organiser un grand concert pour aider Hong Kong à sortir de la crise économique provoquée par l'épidémie de SRAS, et le baptise Harbour Fest (en). L'événement suscite de vives critiques car il est considéré comme d'une « organisation extrêmement mauvaise ». Le 25 octobre 2003, le groupe irlandais Westlife y organise un concert pour leur tournée Unbreakable Tour (en).

### Centre de traitement des véhicules

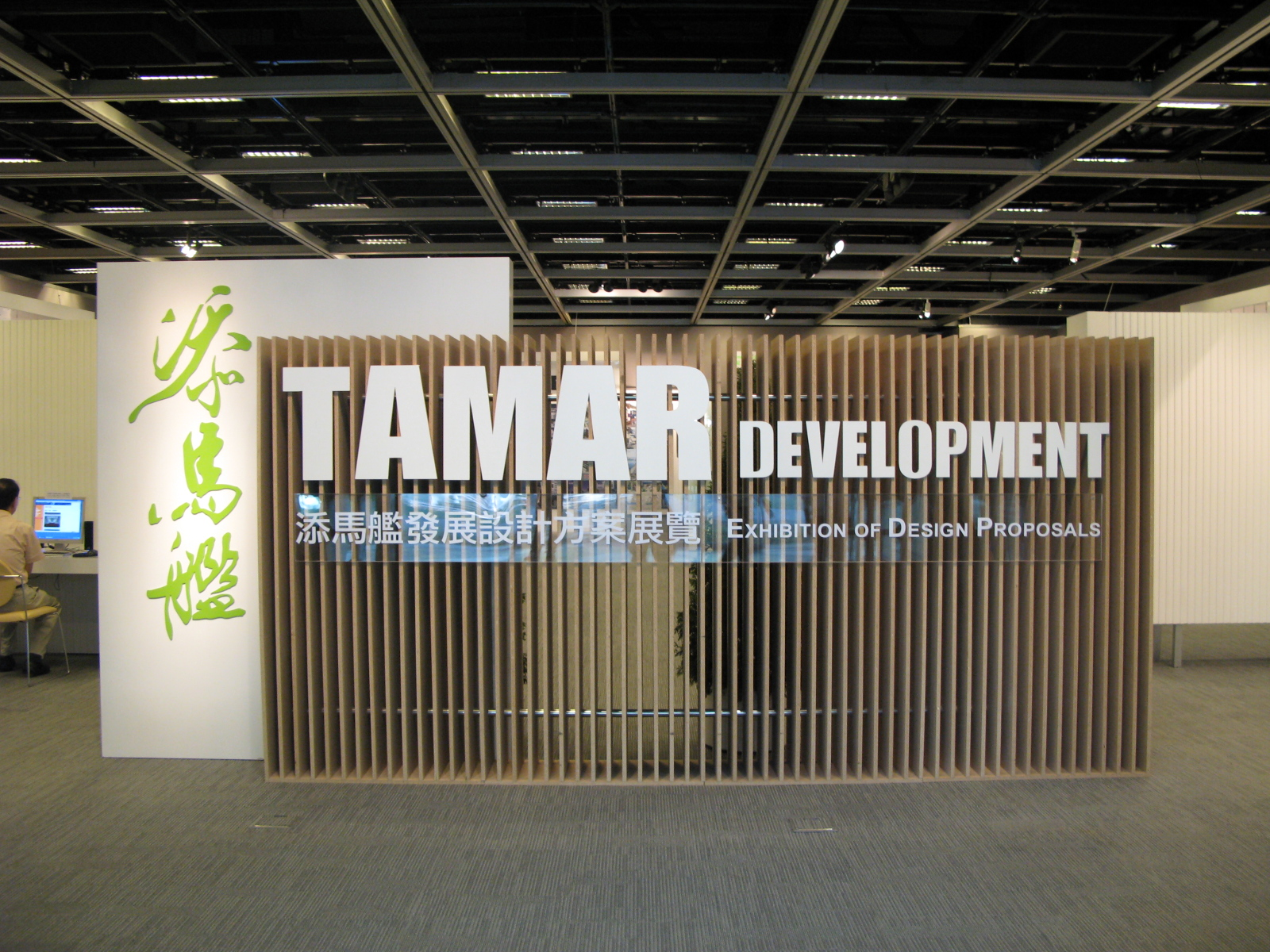
Exposition de propositions de développement de Tamar en 2007.

Le site de Tamar est l'un des sites de protestation suggérés par les membres de l'Alliance populaire de Hong Kong sur l'OMC (en), une ONG qui représente des dizaines d'organisations se rendant à Hong Kong pour protester contre la conférence ministérielle de l'Organisation mondiale du commerce de 2005. Le site Tamar est suggéré car le centre de congrès et d'expositions de Hong Kong, où devait se tenir la conférence, est visible depuis celui-ci.
Cependant, le gouvernement rejette cette suggestion et le site est utilisé exclusivement comme centre de traitement des véhicules pendant la conférence. Plus de 1 000 véhicules voyageaient quotidiennement vers et depuis le lieu de la conférence. Tous les véhicules, ainsi que leurs conducteurs et passagers, ont dû passer un contrôle sur le site de Tamar pour une vérification de sécurité avant d'être autorisés à entrer sur le lieu de la conférence.

## Utilisation actuelle

### Bureaux du gouvernement

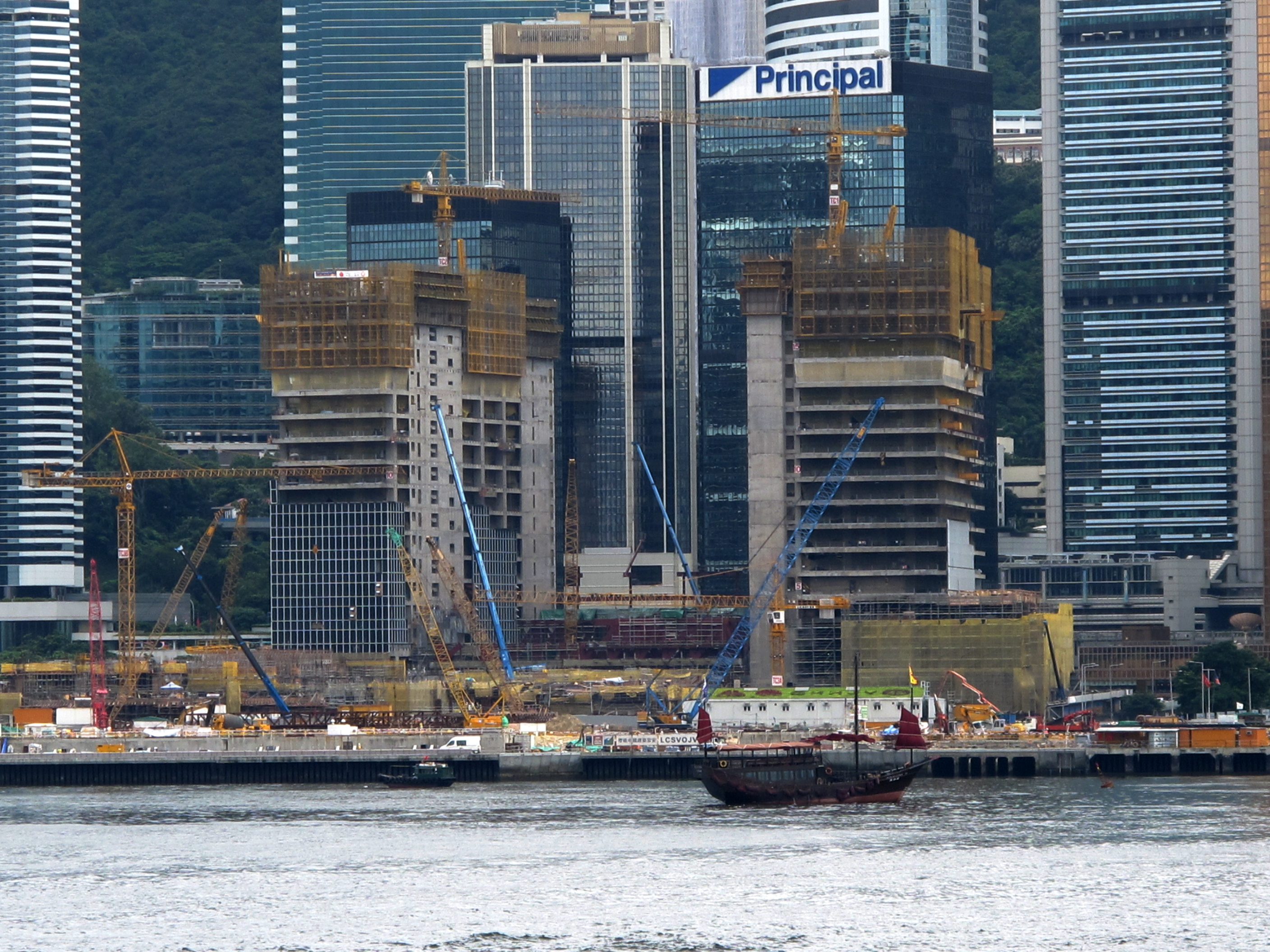
Les nouveaux bureaux du gouvernement central en construction en juin 2010.

Le gouvernement de Hong Kong a transféré à Tamar les bureaux du gouvernement central (anciennement situés sur Government Hill), the conseil législatif et le bureau du chef de l'exécutif (en) au complexe du gouvernement central (en). Le gouvernement a interrompu le développement du projet Tamar en novembre 2003 en raison du climat économique difficile provoqué par l'épidémie de SRAS.
Deux hectares du site de 4,2 hectares ont été réservés à des fins récréatives dans le cadre du plan de développement de 5,2 milliards $ et cet espace est maintenant un parc public, connu sous le nom de parc de Tamar. Le reste du site abrite les nouveaux bâtiments gouvernementaux. La plupart des bureaux du gouvernement (appelés collectivement « Secrétariat du gouvernement ») ont été déplacés de divers endroits vers le nouveau complexe, tout comme le conseil législatif de Hong Kong. La salle du conseil a abandonné la disposition britannique traditionnelle, avec des bancs se faisant face, pour privilégier une disposition des sièges similaire à celle de la salle des congrès du palais de l'Assemblée du peuple à Pékin, un demi-cercle à plusieurs niveaux avec l'orateur en son centre.
Afin de garantir que les bâtiments en arrière du site, tels que le Far East Finance Centre, l'Admiralty Centre, le Lippo Centre, le United Centre, Pacific Place, Island Shangri-La et l'hôtel Conrad (en), puissent continuent d'avoir une vue sur Victoria Harbour, la hauteur des bâtiments gouvernementaux a été limitée à 130-180 m.
Le gouvernement a également décidé de supprimer une galerie d'exposition du projet. En 2004, il avait promis au conseil de développement du commerce qu'il serait en mesure de louer le terrain comme lieu temporaire pour des méga-foires deux fois par an, pour un total de trois ans. À l'origine, la Hong Kong Gifts & Premium Fair et la Hong Kong Electronics Fair (en) devaient organiser des expositions sur le site de Tamar une fois par an, avec l'intention de devenir la plus grande foire d'approvisionnement d'Asie. Le gouvernement a décidé de supprimer l'utilisation des expositions afin de réduire l'intensité du développement du site et d'atténuer les effets du projet sur les infrastructures de transport.
Le contrat pour le projet a été signé le 28 janvier 2008 et les travaux ont commencé à la mi-février 2008 pour se terminer en 2011. Le projet a employé 3 000 travailleurs.
Une cérémonie de lever du drapeau a eu lieu dans la matinée du 1er août 2011, pour marquer l'événement, le personnel de la direction du commerce, de l'industrie et du tourisme du département du commerce et du développement économique ayant l'honneur d'être le premier à emménager dans de nouveaux bureaux à Tamar.

### Critiques
Des groupes comme l'institut des urbanistes de Hong Kong (en) ne pensait pas que le site de Tamar devait devenir un complexe gouvernemental. En raison de son emplacement unique, reliant les installations culturelles, financières et touristiques, il pensait qu'il devrait être utilisé à des fins politiques, économiques, culturelles et de divertissement plutôt que comme complexe gouvernemental.